# Rozdol, Mîhailivka
Rozdol (în ucraineană Роздол, în germană Friedrichsfeld) este localitatea de reședință a comunei Rozdol din raionul Mîhailivka, regiunea Zaporijjea, Ucraina. Satul a fost locuit de germanii pontici.  

## Demografie
Componența lingvistică a localității Rozdol
     Ucraineană (90,78%)
     Rusă (8,05%)
     Alte limbi (1,17%)
Conform recensământului din 2001, majoritatea populației localității Rozdol era vorbitoare de ucraineană (90,78%), existând în minoritate și vorbitori de rusă (8,05%).